# سیارک ۲۶۶۵۹
سیارک ۲۶۶۵۹ (به انگلیسی: 26659 Skirda، نامگذاری:2000VY29)۲۶۶۵۹مین سیارک کشف شده‌است که در ۰۱ نوامبر ۲۰۰۰ کشف شد.